# هارولد ماسترز
هارولد ماسترز (بالإنجليزية: Harold Masters)‏ هو لاعب اتحاد الرغبي نيوزلندي، ولد في 20 ديسمبر 1895 في Brunner, New Zealand ‏ في نيوزيلندا، وتوفي في 27 مايو 1980 في سيدني في أستراليا.